# Carlos Vasino
Carlos Vasino, detto Fito (Zárate, 28 marzo 1935 – Bernal, 1º aprile 2007), è stato un cestista argentino.

## Carriera
Con l'Argentina ha disputato i Campionati mondiali del 1959.